# Herman Oskarovich Gref

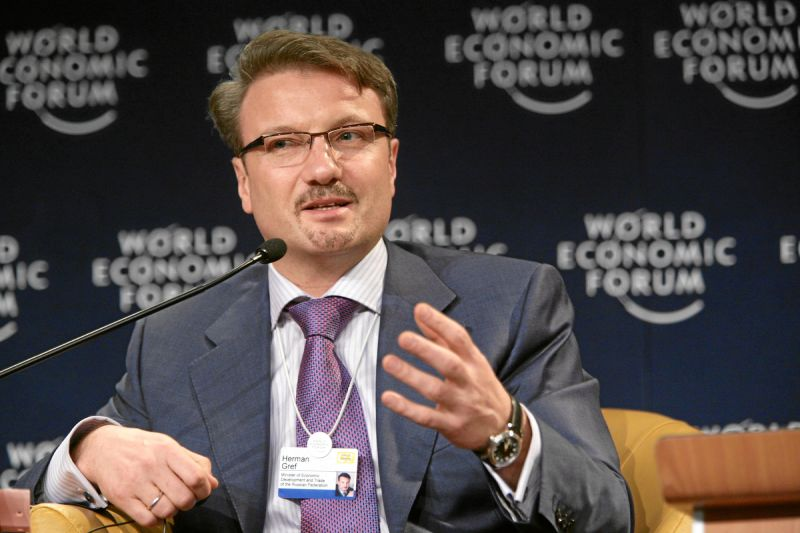
Герман Греф

German Oskarovich Gref (tiếng Đức: Hermann Gräf, tiếng Nga: Герман Оскарович Греф, sinh ngày 8 tháng 2 năm 1964) Chủ tịch và người điều hành Sberbank - ngân hàng lớn nhất của Liên bang Nga và nguyên là Bộ trưởng Phát triển Kinh tế và Thương mại của Nga.
Gref được sinh ra ở Cộng hòa Xã hội chủ nghĩa Xô viết Kazakh (bây giờ là Kazakhstan), con trai của những người dân tộc Đức bị trục xuất và bị đày ải ở đó vào 1941. Ông ta tham dự Trường đại học Omsk như một sinh viên luật từ 1985-1990 sau khi hoàn thành trách nhiệm quân đội hai năm. Rồi ông ta di chuyển tới Leningrad (Saint Petersburg bây giờ) và dạy luật tại Trường đại học Leningrad trong khi hoàn thành việc sau tốt nghiệp, mà ông ta kết thúc vào 1993. Ngoài vị trí giảng dạy và nghiên cứu ở Trường đại học Leningrad, Gref làm việc trong Hội Quản trị Thành phố Saint Petersburg trong những khả năng khác nhau, như cố vấn pháp luật (một vị trí ông ta cũng được giữ khi ở Kazakhstan), và làm việc khác, đa số giao tiếp với sở hữu và bất động sản.
Tháng 8/1998, Gref được chỉ định làm Thứ trưởng Đầu tiên của sở hữu nhà nước Liên bang Nga, và là một thành viên của nó cho đến 2000. Ông ta cũng được chỉ định tới Ủy ban Liên bang về thị trường chứng khoán của Liên bang Nga và Gazprom của nhà nước vào 1999, cả hai vị trí ông ta vẫn còn giữ.
Gref đầu tiên được chỉ định làm Bộ trưởng của Bộ phát triển kinh tế và Thương mại mới hình thành bởi Vladimir Putin vào 18 tháng 5 năm 2000. Ông ta giữ vị trí từ 2000 cho đến khi Putin giải tán Chính phủ của Mikhail Kasyanov vào tháng 3/2004. Ông được phục hồi chức vị bởi Chính phủ kế vị của Mikhail Fradkov.
Gref được xem như là một trong số những "nhà cải cách Tự do" dưới sự quản trị của Putin. Những người khác là Zurabov Mikhail, Bộ trưởng Sức khỏe và sự Phát triển Xã hội, và Kudrin Alexei, Bộ trưởng Tài chính. Đầu 2005, ba người đàn ông đứng dưới lửa cho những cải cách tới những lợi ích cho người già mà họ gợi ý và Nghị viện nước Nga phê chuẩn vào 2004. Nhiều cải cách phải làm với việc thay thế những lợi ích tự do, như sự quan tâm y học và vận tải, với những trợ cấp tiền mặt. Sự thay thế này chọc tức nhiều người già bởi vì những chi phí vận chuyển đang tăng. Những kháng nghị diễn ra khắp nước Nga, nhưng cả bộ máy chính quyền lẫn Nghị viện nước Nga đều không trả lời tới những kháng nghị này trong bất kỳ cách thật nào. Tổng thống khiển trách Kudrin trên truyền hình quốc gia, và vài thành viên của Nghị viện nước Nga tiếp tục một sự đói đánh trong một thời gian ngắn. Một cuộc bỏ phiếu bất tin cậy chống lại Chính phủ của Fradkov được kêu gọi bởi Nghị viện nước Nga vào đầu tháng 2, nhưng nó thất bại. Một số người phân tích nhìn toàn bộ vấn đề như một sự nỗ lực để hoặc không tín nhiệm hay có lẽ giải thoát một trong số ba người bởi những thành viên khác của Chính phủ. Tuy nhiên, việc này chưa bao giờ được chứng minh và Gref, Kudrin, và Zurabov đều giữ những công việc của họ. 